# Spirit (Leona-Lewis-Album)
Spirit (englisch für: „Geist“) ist das Debütalbum der britischen Sängerin Leona Lewis, das im November 2007 unter dem Label Syco Music in Großbritannien und Anfang 2008 weltweit veröffentlicht wurde. Das Album debütierte in neun Ländern an die Spitze der Charts, darunter in ihrem Geburtsland und Deutschland. Es zählt zu den Alben mit den meisten digitalen Albumverkäufen weltweit. Es wurde bei den Grammy Awards 2009 in der Kategorie „Bestes Gesangsalbum – Pop“ für eine Auszeichnung nominiert. Zwei weitere Nominierungen gab es für den Albumsong Bleeding Love, jedoch keine Auszeichnung.

## Entstehung und Inhalt
Leona Lewis nahm das Album an verschiedenen Orten auf. Die erste Produktion fand in London statt, wo sie mit Steve Mac an den Songs Footprints in the Sand und Homeless arbeitete. Footprints in the Sand ist eine Piano-Pop-Ballade und wurde von Per Magnusson, David Kreuger und Richard Page geschrieben. Damit trat Leona Lewis auf einer Episode zur vierten Reihe der britischen Castingshow The X Factor auf. Es erschien auf der B-Side der britischen Maxi-CD von Better in Time. Homeless ist ein von Jörgen Elofsson geschriebenes Lied.
Die zweite Produktion erfolgte in Los Angeles. Mit dem OneRepublic-Frontmann Ryan Tedder produzierte sie dort an dem Song Bleeding Love, die von ihm und dem Sänger Jesse McCartney geschrieben wurde. Die Pop/R&B-Ballade schaffte es in den unzähligen Ländern von der 0 auf die Nr. 1 der Charts. Es wurde dreimal mit Gold und fünfmal mit Platin ausgezeichnet. Ryan Tedder war nicht nur bei der Produktion ihres Nummer-eins-Hits Bleeding Love beteiligt, sondern er auch an dem Track Take a Bow. In Los Angeles arbeitete Leona Lewis mit weiteren Produzenten an der CD Spirit wie zum Beispiel Louis Biancaniello, Sam Watters, Josh Alexander oder Dr. Luke.
Die dritte Albumproduktion fand in Atlanta statt. Dort produzierte sie mit Roman, Dallas Austin, Ne-Yo, Wayne Wilkins, Sam Watters, Louis Biancaniello und mit der 70er-Band Runaways an ihren Liedern. Roman und Dallas Austin zeichneten für die Produktion der Single Whatever It Takes verantwortlich. Der US-Sänger Ne-Yo produzierte den Track I’m You. Wayne Wilkins, Sam Watters, Louis Biancaniello und die Runaways kreierten den Song The First Time Ever I Saw Your Face, der eine Coverversion von Ewan McColls gleichnamigen Hit The First Time Ever I Saw Your Face ist.
Nachdem ihre Lieder in Atlanta aufgenommen waren, siedelte Leona Lewis nach New York über. Hier wurde nur eine Single produziert, die den Titel Forgiveness trug und von Johnta Austin und dem Produzententeam Stargate produziert wurde.
Auf dem Album befinden sich außer The First Time Ever I Saw Your Face noch zwei weitere Coverversionen: A Moment Like This (produziert von Steve Mac) und I Will Be (produziert von Dr. Luke). A Moment Like This ist Lewis’ Debütsingle bzw. ihr Siegersong bei The X Factor und wurde von Kelly Clarkson gecovert, deren Siegersong bei der Castingshow American Idol er gewesen ist. Die Hit-Single wurde auf der irischen, britischen und japanischen Ausgabe des Albums als Bonustrack veröffentlicht. I Will Be ist eine Neuinterpretation von Avril Lavignes Track I Will Be und erschien auf iTunes.com als Bonustitel. Anschließend wurde es auf der Limited-Edition von Avril Lavignes Studioalbum The Best Damn Thing veröffentlicht. I Will Be war die sechste Singleauskopplung aus Leona Lewis’ Album.

## Promotion
Am 24. September 2007 trat Lewis auf einer speziellen „Album-Launch-Party“ auf, die im Mandarin Oriental Hotel stattfand. Sie präsentierte dort die Stücke Bleeding Love, The First Time Ever I Saw Your Face, Homeless und Whatever It Takes aus dem Album.
Zwei Wochen später ging sie auf eine zweitägige regionale UK-Radio-Tour, um ihr Album Spirit und die zweite Singleauskoppelung Bleeding Love zu promoten. Am 15. Oktober folgte ein Auftritt bei der britischen TV-Serie This Morning, wo sie ebenfalls einige ihrer Songs vorstellte. Leona Lewis sang in einer Folge der vierten Staffel der Castingshow The X-Factor und trat im März in der US-Show The Oprah Winfrey Show mit ihrem Titel Bleeding Love auf.
Ende Oktober wurde Spirit im BBC Radio zum Album der Woche gekrönt. Im Februar und im März promotete sie ihr Album in Europa und absolvierte von Ende März bis Anfang April in Amerika eine große Promotion-Tour. Diese fand unter anderem in TV-Shows wie The Tonight Show, Ellen, Jimmy Kimmel Live! und TRL statt. Sie trat außerdem bei American Idol auf. Ihrer amerikanischen Promotion-Tour folgte eine weitere in Australien.
2009 ging sie auf die The Labyrinth-Tour, bei der sie dieses und das Nachfolgealbum Echo promotete.

## Kritik
Die Reaktionen auf das Album Spirit waren im Allgemeinen positiv. IGA bezeichnete das Album als „ein perfektes Exemplar“. MSN Entertainment schreibt, es sei ein sehr beeindruckendes Debütalbum und, dass es das Warten auf seine Veröffentlichung wert gewesen sei. Die britischen Tageszeitungen The Guardian und The Times kommentierten das Album hingegen weniger erfreut. Beide gaben Spirit nur 2 von 5 Sternen. Der Guardian gab den enttäuschten Kommentar: „Lewis hat sicherlich jedes bisschen Energie in ihre Songs investiert [...] aber sie hinausschmettern zu können, ist das eine, wenn es da eine Persönlichkeit gibt, dann ist sie gut versteckt“. Die Times schrieb: „Wenn Lewis nach der größten Liebe – der Verehrung durch das Publikum – sucht, wird sie mehr zustande bringen müssen.“ Das Magazin Daily Star hingegen zeigte sich von dem Album positiv überrascht und fügte als Rezension hinzu: „Die Fans werden von ihrem süßen Gesang und ihren Powerballaden nicht enttäuscht sein.“ Der Evening Standard bewertete das Album ebenfalls positiv: „Es sei ein sehr erfolgreiches Album mit dem nötigen Biss“. Die Website popjustice.com sieht die Tracks aus dem Longplayer bis auf einige Ausnahmen als annehmbar.

## Chartplatzierungen
Spirit gilt im Vereinigten Königreich als das sich am schnellsten verkaufende Debütalbum seit dort Auszeichnungen verliehen werden. Es verkaufte sich besser als das Greatest-Hits-Album der Spice Girls. Die Verkaufszahlen erreichten 286.000 Exemplare und das Album blieb 7 Wochen auf Platz 1 der britischen Charts. Es ist das erfolgreichste britische Album des Jahres 2007 und der schnellste Millionenseller einer Solokünstlerin mit nur 29 Tagen. Am 16. Oktober 2007 wurde Spirit von der British Phonographic Industry vierzehnmal mit Platin zertifiziert und erreichte 2008 erneut Höchstpositionen in den Charts.
In den irischen Charts erreichte das Album ebenfalls Platz 1 und wurde auch dort zum am schnellsten verkauften Debütalbum. Spirit verdrängte das Album von den Arctic Monkeys vom Gipfel der Hitparade und konnte sich zwei Wochen auf Platz 1 halten, bevor es von Shayne Wards Album Breathless an der Chart-Spitze abgelöst wurde. Es erreichte 7-fach-Platin.
Auch in den anderen Ländern war das Album ein großer Erfolg. Es stieg in den australischen ARIA-Charts, in den neuseeländischen RIANZ-Charts, in Deutschland, Österreich, der Schweiz und weiteren Ländern auf Platz 1. Sogar in den USA schaffte es ihr Album auf Anhieb auf Platz 1 der Charts. Das Album behauptete sich drei Wochen auf der Spitzenposition und verkaufte 205.000 Exemplare in der ersten Woche und über 1,5 Millionen Einheiten insgesamt. Im Juni 2008 wurde es mit Platin ausgezeichnet.
Am 24. November 2008 kam Spirit wieder auf Platz 1 der UK Top 100.
Run konnte sich am 8. Oktober 2010 wieder in den deutschen Charts platzieren und zwar auf Platz neun in der 31. Wertungswoche. Das ist die höchste Position des Liedes in Deutschland bisher.

## Titelliste
1. Bleeding Love
2. Whatever It Takes
3. Homeless
4. Better in Time
5. Yesterday
6. Take a Bow
7. I Will Be
8. Angel
9. Here I Am
10. I’m You
11. The Best You Never Had
12. The First Time Ever I Saw Your Face
13. Footprints in the Sand

Die deutsche Neuauflage enthielt zusätzlich die Titel A Moment Like This (#14), Forgive Me (#15), Misses Glass (#16) und Run (#17), eine Coverversion von Snow Patrol; In Nordamerika waren zusätzliche Titel Forgive Me und Misses Glass.
Informationen: Die Deluxe-Edition von Spirit wurde am 17. November im Vereinigten Königreich veröffentlicht. Die Deluxe-Edition erreichte dort Platz 1.
Außerdem befindet sich auf dem Album eine zweite CD, auf der die Musikvideos von Bleeding Love, sowohl in der britischen als auch in der US-amerikanischen Version, Better In Time, Footprints In The Sand, Forgive Me und A Moment Like This enthalten sind. Das Musikvideo zu Run ist nicht enthalten. Auf der iTunes.com-Version der Deluxe-Edition ist das Video von Run jedoch enthalten.
Bonustracks
- Bleeding Love (Jason Nevins Extended Mix) (itunes.com)
- Here I Am (USA)
- The Best You Never Had (iTunes.com)
- Footprints in the Sand (USA)
- A Moment Like This (Großbritannien, Irland, Japan)
- Forgiveness (Japan)
- You Bring Me Down (Japan)

## Kommerzieller Erfolg

### Chartplatzierungen
| ChartsChartplatzierungen       | Höchstplatzierung | Wochen |
| ------------------------------ | ----------------- | ------ |
| Deutschland (GfK)              | 1 (87 Wo.)        | 87     |
| Österreich (Ö3)                | 1 (60 Wo.)        | 60     |
| Schweiz (IFPI)                 | 1 (74 Wo.)        | 74     |
| Vereinigte Staaten (Billboard) | 1 (61 Wo.)        | 61     |
| Vereinigtes Königreich (OCC)   | 1 (103 Wo.)       | 103    |

| ChartsJahrescharts (2007)    | Platzierung |
| ---------------------------- | ----------- |
| Vereinigtes Königreich (OCC) | 2           |

| ChartsJahrescharts (2008)      | Platzierung |
| ------------------------------ | ----------- |
| Deutschland (GfK)              | 12          |
| Österreich (Ö3)                | 16          |
| Schweiz (IFPI)                 | 9           |
| Vereinigte Staaten (Billboard) | 19          |
| Vereinigtes Königreich (OCC)   | 4           |

| ChartsJahrescharts (2009)      | Platzierung |
| ------------------------------ | ----------- |
| Österreich (Ö3)                | 59          |
| Schweiz (IFPI)                 | 40          |
| Vereinigte Staaten (Billboard) | 102         |
| Vereinigtes Königreich (OCC)   | 48          |

### Auszeichnungen für Musikverkäufe
Spirit wurde weltweit mit 9× Gold und 29× Platin ausgezeichnet. Damit wurde das Album für mehr als fünf Millionen verkaufter Einheiten zertifiziert, Quellen zufolge verkaufte es sich weltweit über zehn Millionen Mal.
| Land/Region                  | Auszeichnungen für Musikverkäufe (Land/Region, Auszeichnung, Verkäufe) | Verkäufe    |
| ---------------------------- | ---------------------------------------------------------------------- | ----------- |
| Australien (ARIA)            | Platin                                                                 | 70.000      |
| Belgien (BRMA)               | Gold                                                                   | 15.000      |
| Deutschland (BVMI)           | 3× Platin                                                              | 600.000     |
| Europa (IFPI)                | 2× Platin                                                              | (2.000.000) |
| Frankreich (SNEP)            | Gold                                                                   | 75.000      |
| Irland (IRMA)                | 7× Platin                                                              | 105.000     |
| Japan (RIAJ)                 | Gold                                                                   | 100.000     |
| Kanada (MC)                  | Platin                                                                 | 100.000     |
| Neuseeland (RMNZ)            | 2× Platin                                                              | 30.000      |
| Niederlande (NVPI)           | Gold                                                                   | 30.000      |
| Österreich (IFPI)            | Platin                                                                 | 20.000      |
| Polen (ZPAV)                 | Gold                                                                   | 10.000      |
| Portugal (AFP)               | Gold                                                                   | 10.000      |
| Russland (NFPF)              | Gold                                                                   | 10.000      |
| Schweden (IFPI)              | Gold                                                                   | 20.000      |
| Schweiz (IFPI)               | 2× Platin                                                              | 60.000      |
| Ungarn (MAHASZ)              | Gold                                                                   | 3.000       |
| Vereinigte Staaten (RIAA)    | Platin                                                                 | 1.000.000   |
| Vereinigtes Königreich (BPI) | 10× Platin                                                             | 3.000.000   |
| Insgesamt                    | 9× Gold · 30× Platin ·                                                 | 5.258.000   |